# Batalla de Tampere
La batalla de Tampere se libró entre el 8 de marzo y el 6 de abril de 1918, durante la guerra civil finlandesa, entre la Guardia Roja y la Guardia Blanca. El ejército blanco sitió y tomó la ciudad principal de los guardias rojos, Tampere, haciendo 10 000 prisioneros. Esta batalla fue la mayor y más sangrienta librada en los países nórdicos.